# Delain (Haute-Saône)
Delain település Franciaországban, Haute-Saône megyében. Lakosainak száma 190 fő (2022. január 1.). Delain Larret, Achey, Courtesoult-et-Gatey, Dampierre-sur-Salon, Denèvre, Fouvent-Saint-Andoche és Montot községekkel határos.

## Népesség
A település népességének változása:
| Lakosok száma | 232  | 225  | 223  | 219  | 214  | 209  | 203  | 196  | 190  |
|               | 2013 | 2015 | 2016 | 2017 | 2018 | 2019 | 2020 | 2021 | 2022 |